# コービン・キャロル
コービン・フランクリン・キャロル（Corbin Franklin Carroll, 2000年8月21日 - ）は、アメリカ合衆国ワシントン州シアトル出身のプロ野球選手（外野手）。左投左打。MLBのアリゾナ・ダイヤモンドバックス所属。

## 経歴
2019年のMLBドラフト1巡目（全体16位）でアリゾナ・ダイヤモンドバックスから指名され、予定していたカリフォルニア大学ロサンゼルス校への進学を取り止めプロ入り。契約金は370万ドル。傘下のルーキー級アリゾナリーグ・ダイヤモンドバックスでプロデビューし、シーズン途中にA-級ヒルズボロ・ホップスに昇格。この年は2チーム合計で42試合に出場して打率.299、2本塁打、20打点の成績を記録した。
2020年は新型コロナウイルスの感染拡大の影響でマイナーリーグのシーズンが中止となり、公式戦への出場はなかった。
2021年はA+級ヒルズボロで開幕を迎えたが、5月に左肩の手術を受けてそのままシーズン終了となり、7試合の出場に留まった。
2022年はAA級アマリロ・ソッドプードルズで開幕を迎え、その後AAA級リノ・エーシズへ昇格。オールスター・フューチャーズゲームにも選出された。8月29日にメジャー契約を結んでアクティブ・ロースター入りし、同日のフィラデルフィア・フィリーズ戦に「8番・右翼手」で先発出場してメジャーデビューを果たした。
2023年はシーズン開幕前の3月にダイヤモンドバックスと8年総額1億1100万ドルの契約延長に合意した。6月29日、地元シアトルでの開催となるオールスターゲームに外野手部門のファン投票で初選出された。7月3日、6月の成績が打率.291、8本塁打、22打点、22得点、8盗塁を記録したことが評価され、6月部門のルーキー・オブ・ザ・マンスを初受賞した。8月27日のシンシナティ・レッズ戦で8回裏に二盗を決め、既に記録していた22本塁打と合わせて新人史上4人目となるシーズン20本塁打・40盗塁を達成した。9月20日のサンフランシスコ・ジャイアンツ戦では1、3回にそれぞれ盗塁を決め50盗塁に到達、その後7回に25号本塁打を放ち、メジャーの新人として史上初のシーズン25本塁打・50盗塁を達成した。最終的にシーズンでは155試合に出場して、打率.285、25本塁打、76打点、54盗塁、OPS.868の好成績を記録、またfWAR6.0はチームトップの数値であり、新人野手がチーム首位のfWARを記録するのはタンパベイ・レイズのエバン・ロンゴリア（2008年）以来MLB史上4度目であった。ポストシーズンでは17試合に出場し、打率.273、2本塁打、10打点、5盗塁を記録した。10月18日にはMLB公式サイト内でオール・ルーキー・チーム（新人ベストナイン）が発表され、キャロルはファースト・チームの外野手に選出された。オフの11月13日にはナショナルリーグの新人王に史上14人目となる満票で、かつアリゾナ・ダイヤモンドバックスの選手として初めて選出された。

## 選手としての特徴
走攻守を高いレベルで兼備するスター候補。一方で肩は平均レベルと評されている。

## 人物
母が台湾人であり、台湾系アメリカ人である。このためチャイニーズタイペイ代表から2023年に開催された第5回ワールド・ベースボール・クラシック（WBC）2026年に開催される第6回ワールド･ベースボール･クラシックでの代表入りを打診されたが、断っている。

## 詳細情報

### 年度別打撃成績
| 年 度    | 球 団    | 試 合 | 打 席 | 打 数 | 得 点 | 安 打 | 二 塁 打 | 三 塁 打 | 本 塁 打 | 塁 打 | 打 点 | 盗 塁 | 盗 塁 死 | 犠 打 | 犠 飛 | 四 球 | 敬 遠 | 死 球 | 三 振 | 併 殺 打 | 打 率 | 出 塁 率 | 長 打 率 | O P S |
| -------- | -------- | ----- | ----- | ----- | ----- | ----- | -------- | -------- | -------- | ----- | ----- | ----- | -------- | ----- | ----- | ----- | ----- | ----- | ----- | -------- | ----- | -------- | -------- | ----- |
| 2022     | ARI      | 32    | 115   | 104   | 13    | 27    | 9        | 2        | 4        | 52    | 14    | 2     | 1        | 0     | 0     | 8     | 0     | 3     | 31    | 1        | .260  | .330     | .500     | .830  |
| 2023     | ARI      | 155   | 645   | 565   | 116   | 161   | 30       | 10       | 25       | 286   | 76    | 54    | 5        | 6     | 4     | 57    | 1     | 13    | 125   | 7        | .285  | .362     | .506     | .868  |
| 2024     | ARI      | 158   | 684   | 589   | 121   | 136   | 22       | 14       | 22       | 252   | 74    | 35    | 8        | 3     | 9     | 73    | 0     | 10    | 130   | 3        | .231  | .322     | .428     | .749  |
| MLB：3年 | MLB：3年 | 345   | 1444  | 1258  | 250   | 324   | 61       | 26       | 51       | 590   | 164   | 91    | 14       | 9     | 13    | 138   | 1     | 26    | 286   | 11       | .258  | .340     | .469     | .809  |

- 2024年度シーズン終了時
- 各年度の太字はリーグ最高

### MLBポストシーズン打撃成績
| 年 度     | 球 団     | シ リ ｜ ズ | 試 合 | 打 席 | 打 数 | 得 点 | 安 打 | 二 塁 打 | 三 塁 打 | 本 塁 打 | 塁 打 | 打 点 | 盗 塁 | 盗 塁 死 | 犠 打 | 犠 飛 | 四 球 | 敬 遠 | 死 球 | 三 振 | 併 殺 打 | 打 率 | 出 塁 率 | 長 打 率 | O P S |
| --------- | --------- | ----------- | ----- | ----- | ----- | ----- | ----- | -------- | -------- | -------- | ----- | ----- | ----- | -------- | ----- | ----- | ----- | ----- | ----- | ----- | -------- | ----- | -------- | -------- | ----- |
| 2023      | ARI       | NLWC        | 2     | 9     | 7     | 3     | 4     | 1        | 0        | 1        | 8     | 2     | 0     | 1        | 0     | 0     | 2     | 0     | 0     | 0     | 0        | .571  | .667     | 1.143    | 1.810 |
| 2023      | ARI       | NLDS        | 3     | 14    | 10    | 3     | 3     | 0        | 0        | 0        | 1     | 6     | 2     | 2        | 0     | 0     | 4     | 1     | 0     | 3     | 0        | .300  | .500     | .600     | 1.100 |
| 2023      | ARI       | NLCS        | 7     | 31    | 27    | 3     | 6     | 0        | 0        | 0        | 6     | 2     | 2     | 0        | 1     | 1     | 1     | 0     | 1     | 5     | 0        | .222  | .267     | .222     | .489  |
| 2023      | ARI       | WS          | 5     | 24    | 22    | 2     | 5     | 0        | 1        | 0        | 7     | 4     | 1     | 0        | 0     | 0     | 2     | 0     | 0     | 5     | 0        | .227  | .292     | .318     | .610  |
| 出場：1回 | 出場：1回 | 出場：1回   | 17    | 78    | 66    | 11    | 18    | 1        | 1        | 2        | 27    | 10    | 5     | 1        | 1     | 1     | 9     | 1     | 1     | 13    | 0        | .273  | .364     | .409     | .773  |

- 2024年度シーズン終了時

### 年度別守備成績
| 年 度 | 球 団 | 左翼（LF） | 左翼（LF） | 左翼（LF） | 左翼（LF） | 左翼（LF） | 左翼（LF） | 中堅（CF） | 中堅（CF） | 中堅（CF） | 中堅（CF） | 中堅（CF） | 中堅（CF） | 右翼（RF） | 右翼（RF） | 右翼（RF） | 右翼（RF） | 右翼（RF） | 右翼（RF） |
| 年 度 | 球 団 | 試 合      | 刺 殺      | 補 殺      | 失 策      | 併 殺      | 守 備 率   | 試 合      | 刺 殺      | 補 殺      | 失 策      | 併 殺      | 守 備 率   | 試 合      | 刺 殺      | 補 殺      | 失 策      | 併 殺      | 守 備 率   |
| ----- | ----- | ---------- | ---------- | ---------- | ---------- | ---------- | ---------- | ---------- | ---------- | ---------- | ---------- | ---------- | ---------- | ---------- | ---------- | ---------- | ---------- | ---------- | ---------- |
| 2022  | ARI   | 25         | 33         | 1          | 1          | 0          | .971       | 5          | 8          | 0          | 0          | 0          | 1.000      | 2          | 2          | 0          | 0          | 0          | 1.000      |
| 2023  | ARI   | 74         | 97         | 1          | 0          | 0          | 1.000      | 44         | 77         | 2          | 1          | 1          | .988       | 64         | 119        | 2          | 0          | 1          | 1.000      |
| 2024  | ARI   | -          | -          | -          | -          | -          | -          | 81         | 205        | 2          | 1          | 1          | .995       | 78         | 153        | 4          | 1          | 1          | .994       |
| MLB   | MLB   | 99         | 130        | 2          | 1          | 0          | .992       | 130        | 290        | 4          | 2          | 2          | .993       | 144        | 274        | 6          | 1          | 2          | .996       |

- 2024年度シーズン終了時

### 表彰
- 新人王（2023年）
- ルーキー・オブ・ザ・マンス：1回（2023年6月）
- オールMLBチーム
  - ファーストチーム（外野手）：1回（2023年）

### 記録
MiLB
- オールスター・フューチャーズゲーム選出：1回（2022年）

MLB
- MLBオールスターゲーム選出：2回（2023年、2025年）

### 背番号
- 7（2022年 - ）